# Monte Vancouver
O monte Vancouver (em inglês:  Mount Vancouver) é uma montanha no Yukon, Canadá e Alasca, Estados Unidos. É a 15.ª mais alta montanha da América do Norte e a sétima mais alta do Canadá, atingindo 4812 m de altitude.
O cume sul, que se eleva a 4785 m de altitude, é conhecido como 'pico Good Neighbor (ou seja, pico Bom Vizinho) e constitui um ponto da fronteira Canadá-Estados Unidos. O cume principal, aos 4812 m, está em território do Canadá.
O monte Vancouver foi designado por William Healey Dall em 1874 em homenagem a George Vancouver, explorador da costa sudeste do Alasca entre 1792 e 1794.